# 塔克西多 (馬里蘭州)
塔克西多（英語：Tuxedo）是位於美國馬里蘭州佐治王子縣的一個非建制地區。

## 地理
塔克西多所處的海拔為高於海平面30米（即98英呎），而該地所採用的時區為UTC-5，即北美东部時區（EST）。同時該地設有夏令時間，為UTC-5調快一小時，即UTC-4（EDT）。